# Sulfeto de bário
Sulfeto de bário é o composto químico de fórmula BaS.

## Propriedades

### Propriedades físicas
Mesmo composições impuras com de sulfeto de bário após ação de luz produzem fosforecência.

### Propriedades químicas
Sulfeto de bário sob ação de ácidos libera sulfeto de hidrogênio:
{\displaystyle \mathrm {BaS+2H^{+}\rightarrow Ba^{2+}+H_{2}S\uparrow } }

## Obtenção
O sulfeto de bário é obtido do sulfato de bário (barita), aquecendo o BaSO4 com carbono em forno rotatório a 1000 °C no qual o BaS é reduzido:
{\displaystyle \mathrm {BaSO_{4}+2C\rightarrow BaS+2CO_{2}} }

## Aplicações
Sulfeto de bário é usado para a produção dos respectivos sais de bário sob a ação de ácidos:
{\displaystyle \mathrm {BaS+2HCl\rightarrow BaCl_{2}+H_{2}S\uparrow } }
O sulfeto de bário é resultado de uma ligação iônica